# Saint-Pierre-du-Mont, Landes
Saint-Pierre-du-Mont (gaskonsko Sent Pèr deu Mont) je jugozahodno predmestje Mont-de-Marsana in občina v francoskem departmaju Landes regije Akvitanije. Naselje je leta 2012 imelo 9.225 prebivalcev.

## Geografija
Kraj leži v pokrajini Gaskonji ob reki Midouze, 2,5 km jugozahodno od središča Mont-de-Marsana.

## Uprava
Občina Saint-Pierre-du-Mont skupaj s sosednjimi občinami Benquet, Bougue, Bretagne-de-Marsan, Campagne, Haut-Mauco, Laglorieuse, Mazerolles, Mont-de-Marsan in Saint-Perdon sestavlja kanton Mont-de-Marsan Jug s sedežem v Mont-de-Marsanu. Kanton je sestavni del okrožja Mont-de-Marsan.

## Zanimivosti
- romanska cerkev sv. Petra iz 11. stoletja, francoski zgodovinski spomenik od leta 1953;